# Loki Software
Loki Software, Inc.（ロキ・ソフトウェア、Loki Games あるいは Loki Entertainment Software とも）は、アメリカ合衆国カリフォルニア州タスティンにあったソフトウェア企業で、Microsoft Windows 版のコンピュータゲームをいくつかLinuxに移植していた。社名の由来は北欧神話のロキ。
1998年8月、Scott Dreaker が創設し、2002年1月に廃業した。
Lokiインストーラ (Loki Setup) やSDL関連のツールなど、いくつかの自由ソフトウェアのツールも開発していた。OpenALというオーディオライブラリのプロジェクトも Loki Software が始めたものである（現在はクリエイティブテクノロジーとAppleが引き継いでいる）。Programming Linux Games という本は Loki Software と John R. Hall の共著であり、SDLの入門書として有名である。
Loki のフリーなツール群は今も利用されており、開発が続けられている。開発は同社の元従業員が継続していることが多い。廃業後、同社が移植した各種商用ゲームの保守については、元従業員の Ryan Gordon（Icculus の名でも知られている）が責任者とされている。

## 主な製品
- Civilization: Call to Power
- DESCENT3
- ヘビーギアII
- Heroes of Might and Magic III
- Postal Plus
- Railroad Tycoon II Gold Edition
- Quake III Arena
- Sim City 3000: Unlimited/World Edition
- Soldier of Fortune
- Unreal Tournament（ダウンロードして使用するインストーラのみ）

他に未完成の移植として Deus Ex がある。Windows版のアップデートで Unreal Engine 用のOpenGLドライバが導入されているが、これは Loki Software のLinux移植版から取り入れたものである。